# Ernest Mühlen

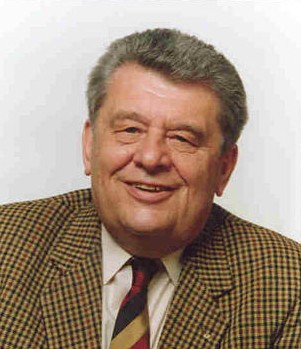
Ernest Mühlen

Ernest Mühlen (n. 8 iunie 1926, Ettelbruck - 19 martie 2014) a fost un om politic luxemburghez, membru al Parlamentului European în perioada 1984-1989 din partea Luxemburgului. 